# Ronny Deila
Ronny Deila, född 21 september 1975, är en norsk fotbollstränare och tidigare fotbollsspelare. Han är sedan 2023 tränare för Club Brugge. 
Deila vann Norska cupen 2010 och Tippeligaen 2013 med Strømsgodset. Med Celtic vann han Scottish Premiership och Scottish League Cup under säsongen 2014/2015. Han vann även Kniksenprisen 2013 som "Årets coach".